# یستربی (ناحیه ناخود)
یستربی (به چکی: Jestřebí) یک منطقهٔ مسکونی در جمهوری چک است که در ناحیه ناخود واقع شده‌است. یستربی ۴٫۲۹ کیلومتر مربع مساحت و ۱۶۴ نفر جمعیت دارد و ۴۴۸ متر بالاتر از سطح دریا واقع شده‌است.